# Geo (Mikroformat)

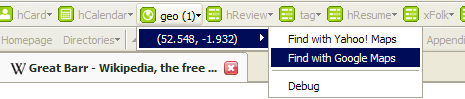
Ein Geo-Mikroformat, von der Operator-Erweiterung des Firefox auf der Wikipedia-Seite zum Great Barr entdeckt.

Geo ist ein Mikroformat, um geografische Koordinatenangaben (Längengrade, Breitengrade) WGS84-konform in (X)HTML anzugeben. Obwohl es als „Entwurfsspezifikation“ gekennzeichnet ist, was eine Formalität darstellt, wird Geo bereits als stabil (stable) angesehen und in verschiedenen Bereichen genutzt. Nicht zuletzt ist es als Teilmenge in den Mikroformaten hCalendar und hCard enthalten und keines der beiden ist noch ein Entwurf.
Die Nutzung von Geo erlaubt Parsern, wie z. B. anderen Websites oder der Erweiterung Operator für Firefox, die Position zu extrahieren und sie unter Nutzung anderer Websites oder Kartentools anzuzeigen oder in ein GPS-fähiges Gerät zu laden, sie zu indizieren, zusammenzufügen oder in ein anderes Format zu konvertieren.

## Nutzung
- Wenn der Breitengrad vorhanden ist, dann muss es die Länge sein und umgekehrt.
- Es sollte in jedem Wert die gleiche Anzahl an Dezimalstellen genutzt werden, auch wenn Nullen am Ende stehen.[note 1]

Es gibt zwei Wege normales (X)HTML in das Geo-Mikroformat zu konvertieren:

### Drei Klassen
Das Hinzufügen von drei Klassen. Zum Beispiel wird der hervorgehobene Text:
```
<
div
>
Belvide: 52.686; -2.193
</
div
>

```

zu:
```
<
div
 
class
=
"geo"
>
Belvide: 
<
span
 
class
=
"latitude"
>
52.686
</
span
>
; 
<
span
 
class
=
"longitude"
>
-2.193
</
span
></
div
>

```

dadurch, dass die Klassenattribute „geo“, „latitude“ und „longitude“ gesetzt werden.
Das zeigt am Ende
Belvide: 52.686; -2.193
und ein Geo-Mikroformat für das Belvide Reservoir, welches auf der Seite erkannt werden wird, sobald ein Mikroformatparser sie besucht.

## Erreichbarkeitsprobleme
Es wurden Sorgen geäußert, dass die Nutzung des abbr-Elements (unter Nutzung des sog. abbr-design-pattern) in der oben genannten Art und Weise Probleme in der Erreichbarkeit verursachen, nicht nur für Nutzer von Screenreadern und Browsern mit Vorlese-Funktion. Es wird daran gearbeitet, eine alternative Methode der Repräsentierung der Koordinaten zu finden.

## hCard
Jedes Geo-Mikroformat kann in ein hCard-Mikroformat integriert werden, wobei auch das Einschließen persönlicher, organisatorischer oder örtlicher Namen, Adressen, Telefonnummern, URLs, Bilder etc. möglich ist.

## Erweiterungen
Es existieren drei aktive, sich nicht gegenseitig ausschließende, Vorhaben, um das Geo-Mikroformat zu erweitern:
- geo-extension – zur Darstellung von Koordinaten auf anderen Planeten, Monden etc. und nicht WGS84-konformer[6]
- geo-elevation – zur Darstellung der Höhe[7]
- geo-waypoint – zur Darstellung von Routen und Grenzen unter Nutzung von Wegpunkten[8]

## Verbreitung
Organisationen und Websites, die Geo benutzen, sind unter anderem:
- Flickr – auf über drei Millionen Fotoseiten
- Geograph British Isles – auf über einer Million Fotoseiten
- Google[9]
- Multimap – alle Seiten mit Karten
- MyMap – Beispiel: Seite auf Taiwanesisch
- OpenStreetMap – Wiki-Seiten über Lokalitäten, GPS Verfolgung und Notizen
- Locify[10] – erweitertes Browsen von Orten auf Mobilgeräten
- Wikipedia – eingebettet in Templates für Seiten mit Kartenlinks
  - German Wikipedia – dito
  - Dutch Wikipedia – dito
  - Swedish Wikipedia – dito
  - Italian Wikipedia
- Wikivoyage

Viele der Organisationen, die hCards veröffentlichen, nutzen Geo als Teil dieser hCards.